# Zejdź ze mnie
Zejdź ze mnie – singel zespołu Voo Voo pochodzący z albumu Płyta. 

## Lista utworów
1. Zejdź ze mnie 3:14

Voo Voo w składzie:
- Wojciech Waglewski - muzyka i słowa
- Mateusz Pospieszalski
- Piotr Stopa Żyżelewicz
- Karim Martusewicz

Nagrań dokonano w drewnianym spichlerzu w Janowcu nad Wisłą oraz w Media WuWu Studio w Warszawie.
- Piotr Dziki Chancewicz - realizacja i mix
- Julita Emanuiłow - mastering
- Jarosław Koziara - projekt okładki